# Pokémon Diamond и Pearl
Pokémon Diamond Version и Pokémon Pearl Version (яп. ポケットモンスター ダイヤモンド・パール покэтто монсута: дайямондо па:ру, «Покемон: Алмазная версия» и «Жемчужная версия») — компьютерные игры в жанре японской ролевой игры, разработанные студией Game Freak и выпущенные совместными усилиями Nintendo и The Pokémon Company на портативную игровую консоль Nintendo DS. Они вышли 28 сентября 2006 года в Японии, 22 апреля 2007 года в Северной Америке, 27 июля 2007 года в Европе и 21 июня 2007 года в Австралии. Вместе с Pokémon Platinum — дополненной и улучшенной версией, а также Pokémon HeartGold и SoulSilver — ремейками Gold и Silver, все они составляют четвёртое поколение основной серии игр Pokémon.
Diamond и Pearl повествуют о путешествии тренера покемонов, который ловит и тренирует новых покемонов и разрушает планы преступной организации. Разработчиками было добавлено много новых функций, в частности, возможность играть со всеми игроками мира через Интернет с помощью поддержки Nintendo Wi-Fi Connection, также была усложнена боевая система. Игры практически ничем друг от друга не отличаются, кроме незначительной разницы в сюжете и покемонами для ловли — в каждой из версий не хватает определённого количества видов покемонов, которые есть в другой версии. Конечная цель — поймав все виды покемонов, заполнить Покедекс — электронную энциклопедию про покемонов.
Diamond и Pearl получили хорошие отзывы и были коммерчески успешными. Критики положительно восприняли возможность подключения к сети Интернет, многие из них подметили, что хотя геймплей не перетерпел сильных изменений, он всё же был интересным. Несмотря на это, графика и звук были оценены неоднозначно — некоторые обозреватели сочли их примитивными. Игры продавались лучше, чем их предшественники на Game Boy Advance: было продано около 18 миллионов копий Pokémon Diamond и Pearl, что на миллион больше, чем было продано Pokémon Ruby и Sapphire и на 3 миллиона больше, чем FireRed и LeafGreen.

## Геймплей

Бой в играх. На верхнем экране Nintendo DS показан сам бой, а на сенсорном нижнем — меню, в котором предложены действия в бою

Pokémon Diamond и Pearl является японской ролевой игрой с элементами квеста. Основные элементы игровой механики большей частью остались такими же, как и в предыдущих играх серии. Как и ранее, в Diamond и Pearl используется вид от третьего лица, а сам геймплей протекает на трёх игровых экранах: карта мира, по которой путешествует персонаж; экран сражения, где происходит бой между покемонами; и экран меню, где игрок просматривает свой инвентарь, организует команду покемонов и меняет настройки. Игрок начинает путешествие всего с одним покемоном, но со временем может поймать новых, помещая их в покеболы — специальные карманные устройства в форме шара, в которых существо живёт и путешествует вместе с тренером. Когда игрок сталкивается с диким покемоном или начинает бой с другим тренером, игра переключается в режим сражения, которое происходит в пошаговом режиме. Во время боя игрок может приказать своему покемону использовать ту или иную способность, применить предметы из инвентаря, сменить одного сражающегося покемона на другого или попытаться убежать (последнее невозможно во время боя с тренерами). За ход можно сделать лишь одно действие из этого списка, после чего право хода переходит к противоположной стороне. Каждый покемон относится к какому-либо типу (англ. Type), например, к огненному, водному, электрическому и другим, также покемоны могут принадлежать сразу к двум типам, сочетая некоторые их особенности. От этого нередко зависит исход боя, например, покемон огненного типа может одержать победу над более сильным покемоном, который относится к травяному типу, но сам в свою очередь будет уязвим для атак водных или каменных покемонов. У покемонов есть очки здоровья (HP), их количество уменьшается, если покемон получает урон. Когда они заканчиваются, покемон падает без сознания и не может больше драться, пока его не вылечат. Если покемон игрока побеждает другого покемона, то покемон-победитель получает очки опыта (EXP). После накопления достаточного количества очков опыта покемон поднимается на следующий уровень; также большинство покемонов при достижении определённого уровня эволюционируют (англ. Evolve) — преобразуются в более развитые формы. Однако эволюция некоторых покемонов может пройти и при других условиях, например, при использовании предмета или обмена данным покемоном с другим игроком. Кроме того, при каждом повышении уровня подрастают характеристики покемона, и на определённых уровнях он может выучить новые способности взамен имеющихся, но более простых. Если покемон эволюционирует, то новую способность он получает раньше.
Ловля покемонов — важная часть игрового процесса игр серии Pokémon. Во время боя с диким покемоном (покемонов других тренеров поймать нельзя) игрок может бросить в него покебол. Если покемон не вырвется из покебола, то он станет частью группы покемонов игрока. Если во время поимки в команде покемонов игрока, состоящей максимум из шести особей, нет места, то пойманный покемон переносится в специальное хранилище, откуда его можно в любой момент вернуть к игроку, заменив на любого покемона из команды. Успех поимки зависит от того, насколько силён дикий покемон, сколько у него осталось очков здоровья, а также насколько высок рейтинг поимки (англ. Catch Rate) выбранного покебола. Вероятность успеха повышается, если дикий покемон сильно измотан (то есть его HP снижен почти до нуля); тогда у него не хватит сил, для того, чтобы выбраться из покебола. Также, чем слабее покемон, тем больше вероятность, что он не выйдет из покебола; либо можно использовать более дорогой покебол с более высоком рейтингом поимки. Конечная цель игры — заполнить весь Покедекс, поймав, выменяв или развив все представленные в игре виды покемонов. Если игрок ловит покемона нового вида, то информация о нём попадает в Покедекс. Эволюционировавшие (развитые) формы покемонов также считаются как вид, отличный от их предыдущих форм, поэтому некоторые виды покемонов можно получить только с помощью эволюции.

### Новые функции

Скриншот игры. На верхнем экране Nintendo DS показан герой, перемещающийся по игровому миру, на нижнем сенсорном — Покетч

Хотя Diamond и Pearl сохранили геймплей предшественников, в них были представлены некоторые новые функции. Была возвращена смена времени суток, впервые представленная в Gold и Silver, однако вместо трёх временных периодов стало пять: утро, день, время после полудня, вечер и ночь. Также в Diamond и Pearl был внесён ряд изменений в механику боя. В играх предыдущих поколений все атаки делились на две группы в зависимости от стихийного типа: это «физические» (англ. Physical) и «специальные» (англ. Special); например, атаки огненного типа считались специальными, а земляного — физическими. В Diamond и Pearl все атаки были заново поделены уже на три группы. Отныне «физическими» считаются атаки, в которых происходит непосредственный контакт с противником; атаки, не имеющие физического контакта, являются «специальными», а действия покемонов, не наносящие урон здоровью вражеского покемона, называются «статусными» (англ. Status).
Некоторые новые функции игры основываются на аппаратных возможностях Nintendo DS. Покетч (англ. Pokétch) — устройство, похожее на наручные часы, занимает нижний экран DS и включает в себя сами часы, калькулятор, карту, игровой шагомер и блокнот для записей. Доступ к этим приложениям открывается не сразу, а по мере прохождения игры. Под поверхностью Синно находится так называемое Подземелье (англ. Underground) — большая зона, предназначенная для многопользовательской игры по беспроводному протоколу. Игроки вновь получили возможность строить и обустраивать свои секретные базы, впервые представленные ещё в Pokémon Ruby и Sapphire, а также участвовать в мини-играх. Diamond и Pearl также позволяют воспользоваться сервисом Nintendo Wi-Fi Connection, который предоставляет игрокам доступ к голосовому чату, обмену покемонами и сражениям через Интернет. Основной системой для обмена покемонами стал сервис Global Trade Station, или просто GTS, который даёт игрокам всего мира возможность обмениваться покемонами. Игроки могут посылать запрос на поиск любого покемона, которого они видели в игре, а взамен предлагать собственных; если другой игрок запрашивает покемонов первого, и сам предлагает нужных первому игроку покемонов, то обмен покемонами происходит автоматически. Однако обмен не обязательно должен быть мгновенным; если нужных предложений нет, то игрок может оставить объявление для других игроков до тех пор, пока все нужные покемоны не будут найдены, даже если игрок не подключен к Интернету в данный момент. Кроме того, есть одна особенность: некоторые виды покемонов при обмене между играми на разных языках будут записаны в Покедексе на языке их «родной» игры.
Конкурсы покемонов (англ. Pokémon Contests), в которых покемоны игрока участвуют в шоу для того, чтобы получить ленту, отныне происходят в три этапа, а не в один, как это было в играх на Game Boy Advance. На первом этапе, называемым визуальным конкурсом (англ. Visual Competition), игрок использует сенсорный экран Nintendo DS для того, чтобы помещать на покемона различные аксессуары, в зависимости от которых покемону присваивается рейтинг «Cool» или «Cute», и покемон получает баллы. В танцевальном конкурсе (англ. Dance Competition) игрок должен нажимать кнопки на сенсорном экране в такт с музыкой. Заключительный этап, который называется театральным конкурсом (англ. Acting Competition), аналогичен конкурсам покемонов из старых игр; в них покемоны демонстрируют свои способности для того, чтобы удивить судей и зрителей. Аналогично покеблокам (англ. Pokéblocks) в играх третьего поколения, в Diamond и Pearl есть маленькие пирожки, которые можно приготовить из ягод — поффины (англ. Poffins). Поффины помогают покемонам улучшить их небоевые качества, а следовательно, повысить вероятность успеха в конкурсах.

### Совместимость с другими устройствами
Кроме совместимости друг с другом, Diamond и Pearl могут взаимодействовать с играми основной серии для Game Boy Advance, а также с Pokémon Ranger и Pokémon Battle Revolution. После того, как игрок получает в Diamond и Pearl Национальный Покедекс, он может перенести покемонов из игр для Game Boy Advance, вставив картридж в соответствующий слот на Nintendo DS, в то время как карта с Diamond или Pearl будет вставлена в слот для карт памяти Nintendo DS. После того, как со старого картриджа будут загружены шесть покемонов, они станут доступны в Парке друзей (англ. Pal Park) — специальной зоне, в которой игрок сможет поймать перенесённых покемонов. Каждые двадцать четыре часа игрок может переносить только шесть покемонов, и ему нужно поймать уже переданных покемонов, прежде чем приступать к новой загрузке. Переданные в Diamond и Pearl покемоны не могут быть возвращены обратно на картридж для Game Boy Advance. После завершения в Pokémon Ranger специального задания игроку будет дана возможность передать яйцо с покемонами Манафи или Риолу из Ranger в Diamond или Pearl. Наконец, игроки могут посылать по беспроводному соединению покемонов в игры Pokémon Battle Revolution и My Pokémon Ranch для Wii.
Nintendo 3DS способна запускать Diamond и Pearl, так как она обладает полной обратной совместимостью с играми для DS. Это значит, что в Diamond и Pearl можно играть как на любой консоли семейства DS, так и на Nintendo 3DS, в том числе и между этими платформами.

## Сюжет

### Сеттинг
Вымышленная вселенная игр представляет собой альтернативную современность, но вместо животных в нём обитают существа, внешне похожие на обычных зверей, но обладающие при этом сверхъестественными способностями, — покемоны. Люди, называющиеся тренерами покемонов, ловят их и тренируют для участия в боях. Тренеры не принимают непосредственного участия в боях, сражаются только их покемоны, а тренеры лишь дают им команды, какую атаку или способность применить. Бои проходят до момента, пока все покемоны с одной стороны не потеряют сознание или их тренер не сдаётся, — до смерти схватки не происходят никогда. Как правило, сильные и опытные тренеры покемонов пользуются уважением.
Действие Diamond и Pearl происходит в вымышленном регионе Синно, внешне схожем с островом Хоккайдо в Японии. Синно отделён от других регионов во вселенной «Покемона» и выделяется среди них большими заснеженными горами (гора Коронет, являющаяся частью горного хребта, делит Синно пополам). Стартовыми покемонами региона являются покемон огненного типа Чимчар, водного — Пиплап, и травяного — Тортвиг. Синно расположен севернее остальных регионов: это единственный регион, в котором есть заснеженные дороги-«маршруты». Кроме того, Синно примечателен и своими озёрами: три главных озера региона (Акьюрити, Верити и Валор) образуют треугольник. По сравнению с Хоэнном, регионом из третьего поколения, в котором большинство маршрутов были водными, в Синно водой заняты лишь 30 % от площади региона. Под поверхностью Синно находится Подземелье Синно, гигантский лабиринт из пещер и тоннелей.
Главный герой Diamond и Pearl — ребёнок, который отправился в путешествие по Синно, чтобы стать Мастером покемонов. В начале игры предлагается выбрать пол персонажа. По умолчанию персонажа-девочку зовут Доун, а мальчика Лукасом. Соперник будет противоположного пола выбранному персонажу: если выбрать девочку, неигровым персонажем выступит мальчик Лукас, так же и с Доун. Как и в других играх серии, в Diamond и Pearl есть восемь стадионов во главе с сильными тренерами, каждый из которых специализируется на покемонах определённого вида. Таких тренеров называют Лидерами. По сути, все Лидеры (Рорк, Гардения, Мэйлин, Уэйк, Фантина, Байрон, Кэндес и Фолкнер) являются местными игровыми боссами, победив которых, тренер получает в награду специальные значки, которые служат ключом для продвижения по сюжету. Протагонист также должен помешать преступному сообществу Команда Галактика, стремящемуся превратить регион в утопию.

### История

Доун и Лукас, персонажи, за которых можно играть в Pokémon Diamond и Pearl

Как и в других играх серии Pokémon, действие Diamond и Pearl начинается в родном городе главного героя. После просмотра телевизионного репортажа с отчётом о поисках красного Гаярадоса, замеченного на далёком озере, протагонист и его/её лучший друг решают отправиться к ближайшему озеру, чтобы проверить и его на наличие покемонов вроде Гаярадоса. Они встречают профессора Роуэна, исследователя эволюции покемонов, и его ассистента, которым будет не выбранный игроком играбельный персонаж. После короткой беседы профессор и его ассистент покидают озеро, но профессор забывает свой портфель. Внезапно героя и его соперника атакуют дикие покемоны-скворцы Старли, им ничего не остаётся, кроме как заглянуть в портфель, в котором находятся три покебола со стартовыми покемонами. Игроку предлагается выбрать одного из трёх покемонов (Пиплап, Чимчар или Тортвиг), который будет сражаться против Старли. После победы над Старли герои возвращают портфель профессору. Заметив, что дети и покемоны хорошо сработались вместе, профессор предлагает им отправиться со своими новыми покемонами в путешествие, чтобы заполнить для него Покедекс Синно. Друг героя и ассистент профессора становятся дружественными соперниками протагониста, и время от времени будут встречаться с ним и устраивать бои покемонов.
Протагонист встретится с главными антагонистами, Командой Галактика, ещё в начале игры, когда он должен спасти профессора Роуэна от бандитов. Причина, по которой профессор понадобился Команде, останется неизвестной. После этого протагонист встретится с Командой ещё дважды (на ветряной электростанции и в Этерна-Сити, где находится база Команды), прежде чем посетит все три озера Синно, пытаясь поймать покемона-миража (Юкси, Азельф и Месприт). Вскоре после того, как герой получит седьмой значок, Команда Галактика поймает одного из трёх покемонов-миражей и заключит его в своей штаб-квартире, где её члены попытаются извлечь из покемона кристалл, необходимый для создания Красной Цепи — предмета, способного контролировать легендарного покемона Диалгу (в Diamond) или Палкию (в Pearl). После освобождения легендарного трио протагонист получит доступ в пещеру на вершине горы Коронет, где лидер Команды Галактика пробуждает Диалгу или Палкию. Высвободившаяся сила легендарного покемона начинает разрушать Синно, в результате чего освободившиеся Юкси, Азельф и Месприт пытаются остановить это. Протагонист сражается с Диалгой/Палкией, и после победы над покемоном (или его поимки) ситуация в регионе стабилизируется. Но игра ещё не закончена, и у героя есть возможность сразиться с Элитной четвёркой Синно, в которую входят сильнейшие тренеры региона: Аарон (специализирующийся на покемонах насекомого типа), Берта (земляные покемоны), Флинт (огненные покемоны) и Люсиан (психические покемоны). Только после победы над ними герой сможет сразиться с текущим Чемпионом Лиги Синно, женщиной по имени Синтия, которая до этого уже появлялась в игре. Если герой побеждает Синтию, то он становится новым Чемпионом, и игра считается пройденной. Однако и сейчас она не заканчивается: после победы над Синтией открывается доступ к новому острову, населённому не встречавшимися до этого покемонами.

## Разработка и релиз

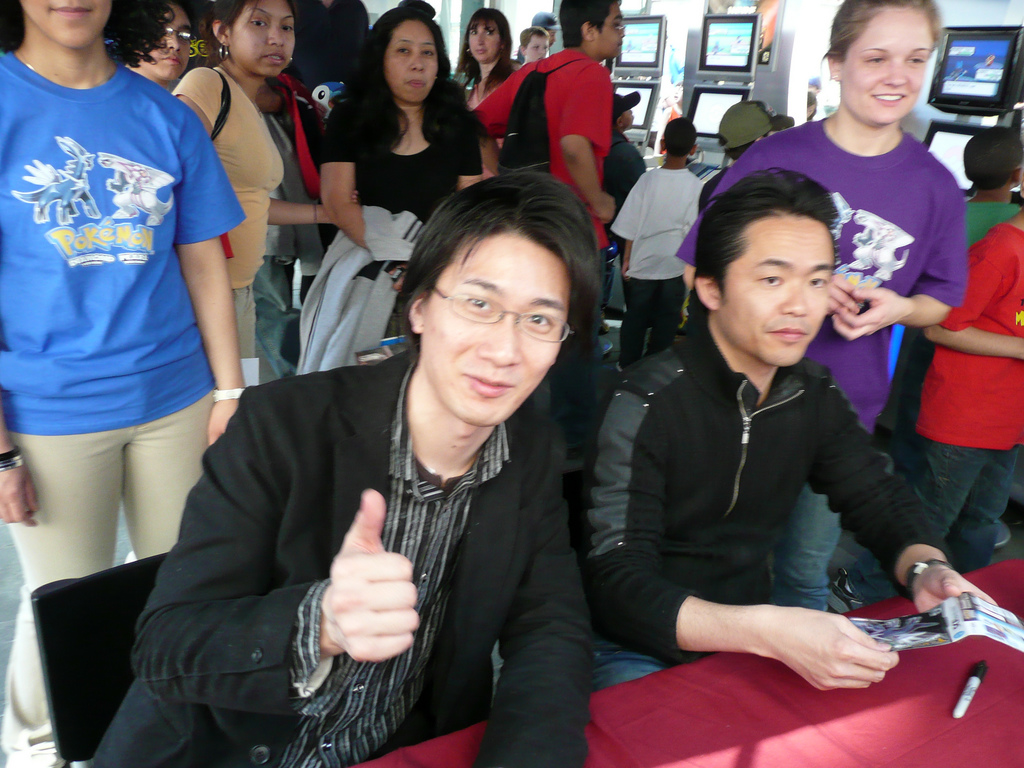
Дизайнер Сигэру Омори (слева) и руководитель разработки Дзюнъити Масуда (справа) на североамериканском релизе игры в Нью-Йорке

Наряду с релизом Nintendo DS и анонсом Pokémon Dash, о старте разработки Pokémon Diamond и Pearl было объявлено на пресс-конференции Nintendo, которая состоялась в четвёртом квартале 2004 года. Дзюнъити Масуда во время анонса сказал: «это будут игры другого типа, которые предложат новые формы геймплея», а также упомянул о своём намерении создать «конечную версию». Хотя японский релиз Diamond и Pearl ожидался в конце 2005 года, Nintendo объявила, что, так как разработчики всё ещё прорабатывают некоторые аспекты геймплея, релиз не состоится вплоть до начала 2006 года. В компании сказали, что благодаря этому Diamond и Pearl получат совместимость с играми серии, выходившими на Game Boy Advance, а конкретно — игроки смогут переносить покемонов из старых игр в более новые. Также Nintendo анонсировала, что игры в полной мере задействуют коммуникационные возможности консоли DS, в которую встроен передатчик Wi-Fi, поэтому отныне вплоть до 16 игроков смогут играть вместе. Больше информации об играх не поступало до середины 2006 года, когда президент Nintendo Сатору Ивата упомянул о планирующейся совместимости Diamond и Pearl с игрой Pokémon Battle Revolution, а также о том, что будут добавлены функции вроде Покетча.
По словам Райана Лонга, одного из разработчиков, игры были адаптированы для использования уникальных функций DS, таких как Wi-Fi и слот для картриджей Game Boy Advance. Кнопки для отдачи покемонам команд, выводящиеся на экране сражения, были сделаны большими по размеру и имели особую цветовую кодировку; по словам Дзюнъити Масуды, это облегчит процесс управления для тех игроков, которые ещё не умеют читать. Кроме того, сенсорный интерфейс был разработан именно для того, чтобы стимулировать игроков управлять игрой с помощью пальцев, а не стилусом. Хотя большинство графических элементов было нарисовано в виде плоских спрайтов, часть объектов игрового мира была выполнена в виде трёхмерной графики. Решение сохранить в Diamond и Pearl 2D-графику вызвало волну критики; в ответ на это президент The Pokémon Company Цунэкадзу Исихара сказал: «мы хотим сохранить оригинальную идею, по которой Pokémon — игра, в которую вы играете на большой карте», и пояснил, что физически игра будет происходить в трёх измерениях, а разработана она была так для того, чтобы «сохранить впечатления от первых игр». Отвечая на критику функции Friend Codes, Исихара пояснил, что будут предприняты особые меры по безопасности, чтобы игроки не могли участвовать в голосовом чате с незнакомыми людьми. Nintendo даже выпустила особое заявление по поводу багов, выявленных во время японского релиза игр. Эти баги были причиной застревания персонажа в стене, а иногда из-за них стиралось сохранение игры. Nintendo выпустила патчи, которые можно было загрузить у некоторых ретейлеров.
Японский релиз состоялся 28 сентября 2006 года. В ознаменование этого Nintendo выпустила ограниченную версию консоли Nintendo DS Lite, которая продавалась только в японских магазинах Pokémon Center и была доступна для заказа по почте из фан-клуба покемонов. На консоли были изображены талисманы версий — Диалга и Палкия, нарисованные серебряной и золотой краской соответственно, а сама консоль была чёрной. 20 декабря 2006 года филиал Nintendo of America сделал анонс, что выход игр в Северной Америке состоится 22 апреля 2007 года, а те, кто оформит предварительный заказ на игру, получат специальные стилусы для DS, на которых будут изображены новые покемоны. Незадолго до этого во время выставки Game Developers Conference The Pokémon Company представила на стенде Nintendo демоверсию игр. В рамках празднования североамериканского релиза Nintendo устроила вечеринку в магазине Nintendo World Store, расположенном в нью-йоркском Рокфеллеровском центре. Европейский филиал Nintendo назначил релиз на 27 июля 2007 года, а австралийский — на 21 июня. Во время старта продаж игр в Европе в одном из магазинов сети GAME проводилось специальное мероприятие. Во время праздника, состоявшегося 26 июля, можно было купить игру за день до официального релиза, но только в торговом центре Hamleys в Лондоне. Специальными гостями праздника стала британская группа McFly. Во время празднования австралийского выхода игр Nintendo запустила тур Nintendo DS Connection Tour 07; каждая остановка сопровождалась такими мероприятиями, как чемпионат по коллекционной карточной игре и викторины.
Успех игр возродил угасавшую популярность бренда «Покемон». Джордж Харрисон, вице-президент Nintendo по маркетингу, отметил: «игра привлекла игроков всех возрастов — от маленьких детей до „взрослых дядей и тётей“ и игроков, заставших оригинальные игры о покемонах». Pokémon USA открыла временный стенд в расположенном на Таймс-сквер магазине Toys «R» Us, где продавался эксклюзивный мерчендайз по покемонам, включающий фигурки, мягкие игрушки, рюкзаки и одежду. Рональд Бойр, президент Toys «R» Us, упоминал, что изначально планировалось открыть такие стенды в каждом из существовавших тогда магазинов сети. Кроме того, Pokémon USA в партнёрстве с Burger King начала рекламную кампанию, во время которой в комплекте с каждым детским завтраком шла карточка с покемоном и игрушка. Акция продлилась с 7 июля по 3 августа и закончилась, когда спрос на игрушки упал по всему миру.

## Саундтрек
Nintendo DS Pokémon Diamond & Pearl Super Music Collection — двухдисковый саундтрек, состоящий из игровых композиций, записанных Хитоми Сато и Дзюнъити Масудой под руководством Го Итиносэ, а также включающий некоторые мелодии, записанные Морикадзу Аокэ. Альбом, выпущенный в Японии 22 декабря 2006 года, достиг 253 места в японском чарте Oricon и продержался там неделю.
| \| Первый диск \| Первый диск \| Первый диск \| Первый диск \| \| # \| Японское название \| Английское название \| Длительность \| \| ----------- \| -------------------------------------------- \| ------------------------------------------ \| ------------ \| \| 1 \| オープニングデモ \| Opening Demo \| 2:05 \| \| 2 \| オープニング \| Opening \| 1:12 \| \| 3 \| とくべつばんぐみ「あかいギャラドスをおえ！」 \| Special Program «Follow the Red Gyarados!» \| 0:20 \| \| 4 \| フタバタウン（昼） \| Futaba Town (Day) \| 1:21 \| \| 5 \| ライバル \| Rival \| 0:36 \| \| 6 \| ２０１ばんどうろ（昼） \| Route 201 (Day) \| 0:36 \| \| 7 \| みずうみ \| Lake \| 1:13 \| \| 8 \| 湖でハプニング！ \| Happening at the Lake! \| 0:19 \| \| 9 \| 戦闘！野生ポケモン \| Battle! Wild Pokémon \| 1:16 \| \| 10 \| 野生ポケモンに勝利！ \| Wild Pokémon Defeated! \| 0:17 \| \| 11 \| ヒカリ \| Hikari \| 0:53 \| \| 12 \| どうぐゲット \| Get Furniture \| 0:04 \| \| 13 \| マサゴタウン（昼） \| Masago Town (Day) \| 1:00 \| \| 14 \| けんきゅうじょ \| Retrieving the Item \| 1:12 \| \| 15 \| 連れて行く \| Bring Along \| 0:28 \| \| 16 \| ポケモンセンター（昼） \| Pokémon Center (Day) \| 0:47 \| \| 17 \| 回復 \| Recovery \| 0:05 \| \| 18 \| 視線！たんぱんこぞう \| Look! Boy with Shorts \| 0:20 \| \| 19 \| 視線！ミニスカート \| Look! Mini-skirt \| 0:25 \| \| 20 \| 戦闘！トレーナー \| Battle! Trainer \| 1:42 \| \| 21 \| トレーナーに勝利！ \| Trainer Defeated! \| 0:22 \| \| 22 \| コトブキシティ（昼） \| Kotobuki City (Day) \| 0:51 \| \| 23 \| たいせつなどうぐゲット \| Get Important Furniture \| 0:05 \| \| 24 \| フレンドリィショップ \| Friendly Shop \| 0:52 \| \| 25 \| ２０３ばんどうろ（昼） \| Route 203 (Day) \| 1:31 \| \| 26 \| 戦闘！ライバル \| Battle! Rival \| 1:11 \| \| 27 \| クロガネゲート \| Kurogane Gate \| 1:26 \| \| 28 \| わざマシンゲット \| Get Important Item \| 0:05 \| \| 29 \| クロガネシティ（昼） \| Kurogane City (Day) \| 0:48 \| \| 30 \| クロガネたんこう \| Kurogane Coal Mine \| 1:36 \| \| 31 \| ジム \| Gym \| 1:04 \| \| 32 \| 戦闘！ジムリーダー \| Battle! Gym Leader \| 1:37 \| \| 33 \| ジムリーダーに勝利！ \| Gym Leader Defeated! \| 0:49 \| \| 34 \| バッジゲット \| Get Badge \| 0:07 \| \| 35 \| 視線！ふたごちゃん \| Look! Twins! \| 0:17 \| \| 36 \| レベルアップ \| Upgrade \| 0:04 \| \| 37 \| ソノオタウン（昼） \| Sonō Town (Day) \| 1:18 \| \| 38 \| きのみゲット \| Get Berry \| 0:04 \| \| 39 \| ２０５ばんどうろ（昼） \| Route 205 (Day) \| 0:54 \| \| 40 \| ギンガ団登場！ \| Enter Team Ginga \| 0:25 \| \| 41 \| 戦闘！キンガ団 \| Battle! Team Ginga \| 1:17 \| \| 42 \| ハクタイのもり \| Hakutai Forest \| 1:22 \| \| 43 \| 一緒に行こう！ \| Let’s Go Together! \| 0:05 \| \| 44 \| ハクタイシティ（昼） \| Hakutai City (Day) \| 1:41 \| \| 45 \| ギンガハクタイビル \| The Hakutai Ginka Building \| 0:38 \| \| 46 \| 戦闘！キンガ団幹部 \| Battle! Team Ginka Leader \| 1:15 \| \| 47 \| キンガ団に勝利！ \| Team Ginka Defeated! \| 0:19 \| \| 48 \| 進化 \| Evolution \| 0:31 \| \| 49 \| 進化おめでとう \| Congratulations on the Evolution \| 0:06 \| \| 50 \| じてんしゃ \| Bicycle \| 1:17 \| \| 51 \| 視線！サイクリング \| Look! Cyclist \| 0:31 \| \| 52 \| ２０６ばんどうろ（昼） \| Route 206 (Day) \| 0:48 \| \| 53 \| ヨスガシティ（昼） \| Yosuga City (Day) \| 1:08 \| \| 54 \| ２０９ばんどうろ（昼） \| Route 209 (Day) \| 1:22 \| \| 55 \| 視線！やまおとこ \| Look! Mountain Man \| 0:18 \| \| 56 \| ズイタウン（昼） \| Zui Town (Day) \| 0:57 \| \| 57 \| ポケッチアプリゲット \| Get Pokétch Application \| 0:04 \| \| 58 \| ２１０ばんどうろ \| Route 210 \| 1:17 \| \| 59 \| トバリシティ（昼） \| Tobari City (Day) \| 1:27 \| \| 60 \| リッシこのほとり（昼） \| Risshi Area (Day) \| 1:30 \| \| 61 \| ミオシティ（昼） \| Mio City (Day) \| 1:20 \| \| 62 \| ２１６ばんどうろ（昼） \| Route 216 (Day) \| 1:50 \| \| 63 \| キッサキシティ（昼） \| Kissaki City (Day) \| 1:55 \| \| 64 \| ギンガ団アジト \| Team Ginga Base \| 1:00 \| \| 65 \| 戦闘！キンガ団ボス \| Battle! Team Ginga Boss \| 2:15 \| \| 66 \| アジトの最奥！！ \| Innermost Hideout!! \| 0:32 \| \| 67 \| テンガンざん \| Mt. Tengan \| 1:30 \| \| 68 \| やりのはしら \| Spear Peak \| 0:49 \| \| 69 \| 伝説ポケモン出現！ \| The Legendary Pokémon Appears! \| 0:38 \| \| 70 \| 天変地異！！ \| The World Is Turned Upside-Down! \| 0:38 \| \| 71 \| 戦闘！ディアルガ・パルキア \| Battle! Dialga & Palkia \| 2:40 \| \| 72 \| ナギサシティ（昼） \| Nagisa City (Noon) \| 1:28 \| \| 73 \| チャンピオンロード \| Champion Road \| 0:36 \| \| 74 \| 視線！エリートトレーナー \| Look! Elite Trainer \| 0:27 \| \| 75 \| ポケモンリーグ（昼） \| Pokémon League (Day) \| 1:22 \| \| 76 \| ファイトエリア（昼） \| Fight Area (Day) \| 1:07 \| \| 77 \| ２２５ばんどうろ（昼） \| Route 225 (Day) \| 1:21 \| \| 78 \| ２２８ばんどうろ（昼） \| Route 228 (Day) \| 0:54 \| |                                              |                                            |              |
| Первый диск |                                              |                                            |              |
| # | Японское название                            | Английское название                        | Длительность |
| 1 | オープニングデモ                             | Opening Demo                               | 2:05         |
| 2 | オープニング                                 | Opening                                    | 1:12         |
| 3 | とくべつばんぐみ「あかいギャラドスをおえ！」 | Special Program «Follow the Red Gyarados!» | 0:20         |
| 4 | フタバタウン（昼）                           | Futaba Town (Day)                          | 1:21         |
| 5 | ライバル                                     | Rival                                      | 0:36         |
| 6 | ２０１ばんどうろ（昼）                       | Route 201 (Day)                            | 0:36         |
| 7 | みずうみ                                     | Lake                                       | 1:13         |
| 8 | 湖でハプニング！                             | Happening at the Lake!                     | 0:19         |
| 9 | 戦闘！野生ポケモン                           | Battle! Wild Pokémon                       | 1:16         |
| 10 | 野生ポケモンに勝利！                         | Wild Pokémon Defeated!                     | 0:17         |
| 11 | ヒカリ                                       | Hikari                                     | 0:53         |
| 12 | どうぐゲット                                 | Get Furniture                              | 0:04         |
| 13 | マサゴタウン（昼）                           | Masago Town (Day)                          | 1:00         |
| 14 | けんきゅうじょ                               | Retrieving the Item                        | 1:12         |
| 15 | 連れて行く                                   | Bring Along                                | 0:28         |
| 16 | ポケモンセンター（昼）                       | Pokémon Center (Day)                       | 0:47         |
| 17 | 回復                                         | Recovery                                   | 0:05         |
| 18 | 視線！たんぱんこぞう                         | Look! Boy with Shorts                      | 0:20         |
| 19 | 視線！ミニスカート                           | Look! Mini-skirt                           | 0:25         |
| 20 | 戦闘！トレーナー                             | Battle! Trainer                            | 1:42         |
| 21 | トレーナーに勝利！                           | Trainer Defeated!                          | 0:22         |
| 22 | コトブキシティ（昼）                         | Kotobuki City (Day)                        | 0:51         |
| 23 | たいせつなどうぐゲット                       | Get Important Furniture                    | 0:05         |
| 24 | フレンドリィショップ                         | Friendly Shop                              | 0:52         |
| 25 | ２０３ばんどうろ（昼）                       | Route 203 (Day)                            | 1:31         |
| 26 | 戦闘！ライバル                               | Battle! Rival                              | 1:11         |
| 27 | クロガネゲート                               | Kurogane Gate                              | 1:26         |
| 28 | わざマシンゲット                             | Get Important Item                         | 0:05         |
| 29 | クロガネシティ（昼）                         | Kurogane City (Day)                        | 0:48         |
| 30 | クロガネたんこう                             | Kurogane Coal Mine                         | 1:36         |
| 31 | ジム                                         | Gym                                        | 1:04         |
| 32 | 戦闘！ジムリーダー                           | Battle! Gym Leader                         | 1:37         |
| 33 | ジムリーダーに勝利！                         | Gym Leader Defeated!                       | 0:49         |
| 34 | バッジゲット                                 | Get Badge                                  | 0:07         |
| 35 | 視線！ふたごちゃん                           | Look! Twins!                               | 0:17         |
| 36 | レベルアップ                                 | Upgrade                                    | 0:04         |
| 37 | ソノオタウン（昼）                           | Sonō Town (Day)                            | 1:18         |
| 38 | きのみゲット                                 | Get Berry                                  | 0:04         |
| 39 | ２０５ばんどうろ（昼）                       | Route 205 (Day)                            | 0:54         |
| 40 | ギンガ団登場！                               | Enter Team Ginga                           | 0:25         |
| 41 | 戦闘！キンガ団                               | Battle! Team Ginga                         | 1:17         |
| 42 | ハクタイのもり                               | Hakutai Forest                             | 1:22         |
| 43 | 一緒に行こう！                               | Let’s Go Together!                         | 0:05         |
| 44 | ハクタイシティ（昼）                         | Hakutai City (Day)                         | 1:41         |
| 45 | ギンガハクタイビル                           | The Hakutai Ginka Building                 | 0:38         |
| 46 | 戦闘！キンガ団幹部                           | Battle! Team Ginka Leader                  | 1:15         |
| 47 | キンガ団に勝利！                             | Team Ginka Defeated!                       | 0:19         |
| 48 | 進化                                         | Evolution                                  | 0:31         |
| 49 | 進化おめでとう                               | Congratulations on the Evolution           | 0:06         |
| 50 | じてんしゃ                                   | Bicycle                                    | 1:17         |
| 51 | 視線！サイクリング                           | Look! Cyclist                              | 0:31         |
| 52 | ２０６ばんどうろ（昼）                       | Route 206 (Day)                            | 0:48         |
| 53 | ヨスガシティ（昼）                           | Yosuga City (Day)                          | 1:08         |
| 54 | ２０９ばんどうろ（昼）                       | Route 209 (Day)                            | 1:22         |
| 55 | 視線！やまおとこ                             | Look! Mountain Man                         | 0:18         |
| 56 | ズイタウン（昼）                             | Zui Town (Day)                             | 0:57         |
| 57 | ポケッチアプリゲット                         | Get Pokétch Application                    | 0:04         |
| 58 | ２１０ばんどうろ                             | Route 210                                  | 1:17         |
| 59 | トバリシティ（昼）                           | Tobari City (Day)                          | 1:27         |
| 60 | リッシこのほとり（昼）                       | Risshi Area (Day)                          | 1:30         |
| 61 | ミオシティ（昼）                             | Mio City (Day)                             | 1:20         |
| 62 | ２１６ばんどうろ（昼）                       | Route 216 (Day)                            | 1:50         |
| 63 | キッサキシティ（昼）                         | Kissaki City (Day)                         | 1:55         |
| 64 | ギンガ団アジト                               | Team Ginga Base                            | 1:00         |
| 65 | 戦闘！キンガ団ボス                           | Battle! Team Ginga Boss                    | 2:15         |
| 66 | アジトの最奥！！                             | Innermost Hideout!!                        | 0:32         |
| 67 | テンガンざん                                 | Mt. Tengan                                 | 1:30         |
| 68 | やりのはしら                                 | Spear Peak                                 | 0:49         |
| 69 | 伝説ポケモン出現！                           | The Legendary Pokémon Appears!             | 0:38         |
| 70 | 天変地異！！                                 | The World Is Turned Upside-Down!           | 0:38         |
| 71 | 戦闘！ディアルガ・パルキア                   | Battle! Dialga & Palkia                    | 2:40         |
| 72 | ナギサシティ（昼）                           | Nagisa City (Noon)                         | 1:28         |
| 73 | チャンピオンロード                           | Champion Road                              | 0:36         |
| 74 | 視線！エリートトレーナー                     | Look! Elite Trainer                        | 0:27         |
| 75 | ポケモンリーグ（昼）                         | Pokémon League (Day)                       | 1:22         |
| 76 | ファイトエリア（昼）                         | Fight Area (Day)                           | 1:07         |
| 77 | ２２５ばんどうろ（昼）                       | Route 225 (Day)                            | 1:21         |
| 78 | ２２８ばんどうろ（昼）                       | Route 228 (Day)                            | 0:54         |

| \| Второй диск \| Второй диск \| Второй диск \| Второй диск \| \| # \| Японское название \| Английское название \| Длительность \| \| ----------- \| ------------------------------------ \| -------------------------------------- \| ------------ \| \| 1 \| フタバタウン（夜） \| Futaba Town (Night) \| 1:21 \| \| 2 \| ２０１ばんどうろ（夜） \| Route 201 (Night) \| 0:36 \| \| 3 \| ポケモンセンター（夜） \| Pokémon Center (Night) \| 1:29 \| \| 4 \| Ｗｉ－Ｆｉ通信 \| Wi-Fi Communication \| 0:20 \| \| 5 \| マサゴタウン（夜） \| Masago Town (Night) \| 1:03 \| \| 6 \| コウキ \| Kouki \| 0:53 \| \| 7 \| コトブキシティ \| Kouki City \| 0:52 \| \| 8 \| テレビきょく \| Television Station \| 1:04 \| \| 9 \| GTS \| \| 0:48 \| \| 10 \| なみのり \| Surf \| 1:28 \| \| 11 \| ミオシティ（夜） \| Mio City (Night) \| 1:29 \| \| 12 \| わざ忘れ \| Forget a Skill \| 0:05 \| \| 13 \| ２０３ばんどうろ（夜） \| Route 203 (Night) \| 1:38 \| \| 14 \| 視線！からておう \| Look! Karate King \| 0:17 \| \| 15 \| クロガネシティ（夜） \| Kurogane City (Night) \| 0:49 \| \| 16 \| ２０５ばんどうろ（夜） \| Route 205 (Night) \| 0:54 \| \| 17 \| 視線！ふなのり \| Look! Sailor \| 0:40 \| \| 18 \| ハクタイシティ（夜） \| Hakutai City (Night) \| 1:41 \| \| 19 \| ちかつうろ \| Underground Passage \| 1:24 \| \| 20 \| ちかでハタをとった！ \| Capture the Flag Underground! \| 0:56 \| \| 21 \| 視線！アロマなおねえさん \| Look! Aroma Lady \| 0:20 \| \| 22 \| ソノオタウン（夜） \| Sonō Town (Night) \| 1:17 \| \| 23 \| もりのようかん \| Forest Hotel \| 1:48 \| \| 24 \| ズイタウン（夜） \| Zui Town (Night) \| 1:00 \| \| 25 \| だいしつげん \| Great Marsh \| 0:59 \| \| 26 \| ２０６ばんどうろ（夜） \| Route 206 (Night) \| 0:48 \| \| 27 \| 視線！ポケモンコレクター \| Look! Pokémon Collector \| 0:28 \| \| 28 \| トバリシティ（夜） \| Tobari City (Night) \| 1:36 \| \| 29 \| ゲームコーナー \| Game Corner \| 1:24 \| \| 30 \| スロット当たり \| Slot Success \| 0:19 \| \| 31 \| スロット大当たり \| Jackpot \| 0:17 \| \| 32 \| 視線！ギャンブラー \| Look! Gambler \| 0:29 \| \| 33 \| ２０９ばんどうろ（夜） \| Route 209 (Night) \| 1:21 \| \| 34 \| キッサキシティ（夜） \| Kissaki City (Night) \| 1:56 \| \| 35 \| ２１６ばんどうろ（夜） \| Route 216 (Night) \| 1:52 \| \| 36 \| みずうみのくうどう \| Lake Cave \| 1:10 \| \| 37 \| 戦闘！ユクシー・エムリット・アグノム \| Battle! Agunomu, Emuritto, and Yukushi \| 1:56 \| \| 38 \| ２１０ばんどうろ（夜） \| Route 210 (Night) \| 1:19 \| \| 39 \| ポケトレで発見！ \| Found Something with Pokétore! \| 0:24 \| \| 40 \| ナギサシティ（夜） \| Nagisa City (Night) \| 1:32 \| \| 41 \| 視線！げいじゅつか \| Look! Artist \| 0:38 \| \| 42 \| ふれあいひろば \| Event Plaza \| 1:00 \| \| 43 \| アクセサリーゲット \| Get Accessory \| 0:04 \| \| 44 \| ヨスガシティ（夜） \| Yosuga City (Night) \| 1:13 \| \| 45 \| コンテスト会場 \| Contest Arena \| 0:34 \| \| 46 \| ポフィン \| Poffin \| 0:36 \| \| 47 \| スーパーコンテンスト！ \| Super Contest! \| 0:54 \| \| 48 \| コンテスト！ドレスアップ \| Contest! Dress Up \| 1:02 \| \| 49 \| ダンス かんたん \| Simple Dance \| 1:23 \| \| 50 \| ダンス むずかしい \| Difficult Dance \| 1:22 \| \| 51 \| コンテスト！結果発表 \| Contest Results \| 0:20 \| \| 52 \| コンテスト優勝！ \| Winning the Contest! \| 0:20 \| \| 53 \| ２２８ばんどうろ（夜） \| Route 228 (Night) \| 0:53 \| \| 54 \| リッシこのほとり（夜） \| Risshi Area (Night) \| 1:30 \| \| 55 \| ファイトエリア（夜） \| Fight Area (Night) \| 1:07 \| \| 56 \| バトルタワー \| Battle Tower \| 1:05 \| \| 57 \| ２２５ばんどうろ（夜） \| Route 225 (Night) \| 1:23 \| \| 58 \| ハードマウンテン \| Hard Mountain \| 1:16 \| \| 59 \| 戦闘！伝説のポケモン \| Battle! Legendary Pokémon \| 1:07 \| \| 60 \| ふしぎなおくりもの \| Mystery Gift \| 0:20 \| \| 61 \| ポケモンリーグ（夜） \| Pokémon League (Night) \| 1:22 \| \| 62 \| 決戦！ポケモンリーグ \| Decisive Battle! Pokémon League \| 1:22 \| \| 63 \| 四天王登場！ \| Enter the Elite Four! \| 0:23 \| \| 64 \| 戦闘！四天王 \| Battle! Elite Four \| 1:38 \| \| 65 \| 四天王に勝利！ \| Elite Four Defeated! \| 0:19 \| \| 66 \| チャンピオン シロナ \| Champion Shirona \| 0:44 \| \| 67 \| 戦闘！チャンピオン \| Battle! Champion \| 1:31 \| \| 68 \| チャンピオンに勝利！ \| Champion Defeated! \| 0:40 \| \| 69 \| 栄光の部屋 \| Hall of Fame \| 1:14 \| \| 70 \| 殿堂入りおめでとう！ \| Congratulations on Your Induction! \| 0:47 \| \| 71 \| エンディング \| Ending \| 4:37 \| |                                      |                                        |              |
| Второй диск |                                      |                                        |              |
| # | Японское название                    | Английское название                    | Длительность |
| 1 | フタバタウン（夜）                   | Futaba Town (Night)                    | 1:21         |
| 2 | ２０１ばんどうろ（夜）               | Route 201 (Night)                      | 0:36         |
| 3 | ポケモンセンター（夜）               | Pokémon Center (Night)                 | 1:29         |
| 4 | Ｗｉ－Ｆｉ通信                       | Wi-Fi Communication                    | 0:20         |
| 5 | マサゴタウン（夜）                   | Masago Town (Night)                    | 1:03         |
| 6 | コウキ                               | Kouki                                  | 0:53         |
| 7 | コトブキシティ                       | Kouki City                             | 0:52         |
| 8 | テレビきょく                         | Television Station                     | 1:04         |
| 9 | GTS                                  |                                        | 0:48         |
| 10 | なみのり                             | Surf                                   | 1:28         |
| 11 | ミオシティ（夜）                     | Mio City (Night)                       | 1:29         |
| 12 | わざ忘れ                             | Forget a Skill                         | 0:05         |
| 13 | ２０３ばんどうろ（夜）               | Route 203 (Night)                      | 1:38         |
| 14 | 視線！からておう                     | Look! Karate King                      | 0:17         |
| 15 | クロガネシティ（夜）                 | Kurogane City (Night)                  | 0:49         |
| 16 | ２０５ばんどうろ（夜）               | Route 205 (Night)                      | 0:54         |
| 17 | 視線！ふなのり                       | Look! Sailor                           | 0:40         |
| 18 | ハクタイシティ（夜）                 | Hakutai City (Night)                   | 1:41         |
| 19 | ちかつうろ                           | Underground Passage                    | 1:24         |
| 20 | ちかでハタをとった！                 | Capture the Flag Underground!          | 0:56         |
| 21 | 視線！アロマなおねえさん             | Look! Aroma Lady                       | 0:20         |
| 22 | ソノオタウン（夜）                   | Sonō Town (Night)                      | 1:17         |
| 23 | もりのようかん                       | Forest Hotel                           | 1:48         |
| 24 | ズイタウン（夜）                     | Zui Town (Night)                       | 1:00         |
| 25 | だいしつげん                         | Great Marsh                            | 0:59         |
| 26 | ２０６ばんどうろ（夜）               | Route 206 (Night)                      | 0:48         |
| 27 | 視線！ポケモンコレクター             | Look! Pokémon Collector                | 0:28         |
| 28 | トバリシティ（夜）                   | Tobari City (Night)                    | 1:36         |
| 29 | ゲームコーナー                       | Game Corner                            | 1:24         |
| 30 | スロット当たり                       | Slot Success                           | 0:19         |
| 31 | スロット大当たり                     | Jackpot                                | 0:17         |
| 32 | 視線！ギャンブラー                   | Look! Gambler                          | 0:29         |
| 33 | ２０９ばんどうろ（夜）               | Route 209 (Night)                      | 1:21         |
| 34 | キッサキシティ（夜）                 | Kissaki City (Night)                   | 1:56         |
| 35 | ２１６ばんどうろ（夜）               | Route 216 (Night)                      | 1:52         |
| 36 | みずうみのくうどう                   | Lake Cave                              | 1:10         |
| 37 | 戦闘！ユクシー・エムリット・アグノム | Battle! Agunomu, Emuritto, and Yukushi | 1:56         |
| 38 | ２１０ばんどうろ（夜）               | Route 210 (Night)                      | 1:19         |
| 39 | ポケトレで発見！                     | Found Something with Pokétore!         | 0:24         |
| 40 | ナギサシティ（夜）                   | Nagisa City (Night)                    | 1:32         |
| 41 | 視線！げいじゅつか                   | Look! Artist                           | 0:38         |
| 42 | ふれあいひろば                       | Event Plaza                            | 1:00         |
| 43 | アクセサリーゲット                   | Get Accessory                          | 0:04         |
| 44 | ヨスガシティ（夜）                   | Yosuga City (Night)                    | 1:13         |
| 45 | コンテスト会場                       | Contest Arena                          | 0:34         |
| 46 | ポフィン                             | Poffin                                 | 0:36         |
| 47 | スーパーコンテンスト！               | Super Contest!                         | 0:54         |
| 48 | コンテスト！ドレスアップ             | Contest! Dress Up                      | 1:02         |
| 49 | ダンス かんたん                      | Simple Dance                           | 1:23         |
| 50 | ダンス むずかしい                    | Difficult Dance                        | 1:22         |
| 51 | コンテスト！結果発表                 | Contest Results                        | 0:20         |
| 52 | コンテスト優勝！                     | Winning the Contest!                   | 0:20         |
| 53 | ２２８ばんどうろ（夜）               | Route 228 (Night)                      | 0:53         |
| 54 | リッシこのほとり（夜）               | Risshi Area (Night)                    | 1:30         |
| 55 | ファイトエリア（夜）                 | Fight Area (Night)                     | 1:07         |
| 56 | バトルタワー                         | Battle Tower                           | 1:05         |
| 57 | ２２５ばんどうろ（夜）               | Route 225 (Night)                      | 1:23         |
| 58 | ハードマウンテン                     | Hard Mountain                          | 1:16         |
| 59 | 戦闘！伝説のポケモン                 | Battle! Legendary Pokémon              | 1:07         |
| 60 | ふしぎなおくりもの                   | Mystery Gift                           | 0:20         |
| 61 | ポケモンリーグ（夜）                 | Pokémon League (Night)                 | 1:22         |
| 62 | 決戦！ポケモンリーグ                 | Decisive Battle! Pokémon League        | 1:22         |
| 63 | 四天王登場！                         | Enter the Elite Four!                  | 0:23         |
| 64 | 戦闘！四天王                         | Battle! Elite Four                     | 1:38         |
| 65 | 四天王に勝利！                       | Elite Four Defeated!                   | 0:19         |
| 66 | チャンピオン シロナ                  | Champion Shirona                       | 0:44         |
| 67 | 戦闘！チャンピオン                   | Battle! Champion                       | 1:31         |
| 68 | チャンピオンに勝利！                 | Champion Defeated!                     | 0:40         |
| 69 | 栄光の部屋                           | Hall of Fame                           | 1:14         |
| 70 | 殿堂入りおめでとう！                 | Congratulations on Your Induction!     | 0:47         |
| 71 | エンディング                         | Ending                                 | 4:37         |

## Отзывы
| Сводный рейтинг       | Сводный рейтинг                   |
| Агрегатор             | Оценка                            |
| --------------------- | --------------------------------- |
| GameRankings          | 85,07 % (Diamond) 85,12 % (Pearl) |
| Metacritic            | 84 %                              |
| Иноязычные издания    |                                   |
| Издание               | Оценка                            |
| 1UP.com               | A-                                |
| CVG                   | 8,1/10                            |
| Eurogamer             | 9/10                              |
| Famitsu               | 35/40                             |
| GameSpot              | 8,5/10                            |
| GameSpy               | 7,5/10                            |
| GameZone              | 8,5/10                            |
| IGN                   | 8,5/10                            |
| Nintendo Power        | 9/10                              |
| Русскоязычные издания |                                   |
| Издание               | Оценка                            |
| «Страна игр»          | 8/10                              |

Pokémon Diamond и Pearl получили чуть более благоприятные отзывы, чем предыдущие FireRed, LeafGreen, Ruby и Sapphire. Японские версии игр получили 85 % на оценочном ресурсе Metacritic и рейтинг 85 % на Game Rankings. Наивысшая оценка в 92 балла была поставлена британским журналом Official Nintendo Magazine, тогда как наименьшую оценку размером в 67 баллов поставил сайт Game Revolution. Райан Девис с сайта GameSpot оценил игры на 8,5 баллов из 10 и дал им рейтинг «Great» (рус. Отлично), охарактеризовав их как «наиболее проработанные игры Pokémon на данный момент». Сайты IGN и GameZone также оценили игры на 8,5 баллов из 10. Сайт GameSpy оценил игры на 4,5 баллов по пятибалльной шкале. Однако сайт ComputerAndVideoGames.com отозвался о Diamond и Pearl несколько хуже, чем даже о Ruby и Sapphire, хотя на сайте 1UP.com они получили рейтинг «A-» против «B-» у Ruby и Sapphire.
Большинство рецензентов сошлись во мнении, что хотя геймплей и общий сюжет не сильно изменились по сравнению с самыми первыми играми играми серии, Diamond и Pearl по-прежнему привлекательны для игроков. Райан Девис из GameSpot высказал своё мнение, что «это даже немного удивительно, как хорошо формула серии прижилась в Diamond и Pearl, что доказывает как её сильную основу, так и качество исполнения». Совместимость игр с Wi-Fi тоже удостоилась в основном положительных откликов. 1UP.com назвал добавление совместимости по беспроводном протоколу «самым крупным нововведением». GameSpot и GameSpy посчитали введение онлайн-игры одним из положительных моментов и назвали её «надёжной» и «возможно, наиболее значимой игровой функцией». Сайт ComputerAndVideoGames.com, комментируя нововведение в виде GTS, сообщил, что «внезапно покемоны как будто стали казаться настоящими впервые с тех пор, как игры про них заполнили детские площадки в конце 90-х — и вы сразу простите Game Freak их техническую ошибку, когда впервые включаете игру на DS и сразу же встречаете Манчлакса 100-го уровня, о котором давно мечтали».
Графика тоже получила в основном положительные отзывы. GameSpot похвалил смесь 2D и 3D-графики, а рецензент сайта GameZone высказался так: «она даже лучше, чем я вначале ожидал» и «серия Pokémon никогда ещё не выглядела так хорошо на портативных консолях». GameSpy отметил, что графика хотя и была простоватой, она сделала игру «приятной в исследовании». Однако обозреватель от ComputerAndVideoGames.com решил, что «так называемого „3D“ здесь не так уж много: это всего лишь смена перспективы». Звуковое оформление было не так хорошо принято: IGN заметил, что звуки, которые издают покемоны, на самом деле являются электронными шумами, практически неизменными со времён первого Game Boy, а музыка в целом «хотя и далеко продвинулась, недалеко ушла от качества Game Boy Advance». GameZone также почувствовал, что звуки покемонов не изменились, говоря об этом: «аудио-оформление — это единственная область, которая не продвинулась ни на шаг вперёд. По мнению рецензента, это свидетельствует о застойных явлениях в разработке, а не о каком-либо прогрессе по сравнению с играми для GBA». GameSpot охарактеризовал повторное использование старого звукового оформления как негативный элемент.
Впервые выпущенные в Японии в 2006 году, Pokémon Diamond и Pearl стали самыми коммерчески успешными играми в течение недели со дня релиза как среди игр серии, так и среди вообще всех игр для Nintendo DS. Первые три миллиона экземпляров игр были проданы за 46 дней, что тоже стало рекордом; к концу года, то есть через три месяца со дня релиза, количество проданных копий дошло до пяти миллионов, и Diamond и Pearl стали самой продаваемой парой игр серии в Японии. В Северной Америке число одних только предварительных заказов на игры достигло 533 000, в два раза превысив число предварительных заказов на предыдущую игру — FireRed и LeafGreen. Через пять дней после американского релиза число проданных копий достигло миллиона, и в этом регионе игры также стали самыми продаваемыми в серии, уступив этот титул через два года Pokémon Platinum. Игры стали седьмым по величине бестселлером 2007 года, набрав 4,27 миллиона продаж в Северной Америке, а к началу 2009 года это число достигло 5,3 миллиона экземпляров. К 31 марта 2008 года суммарные продажи обеих версий по всему миру достигли 17,16 миллионов копий, что на миллион больше, чем было у Ruby и Sapphire, и на три миллиона больше, чем у FireRed и LeafGreen. Вслед за играми подросли и продажи консолей: с момента релиза игр было продано более 471 000 консолей Nintendo DS, а динамика продаж в апреле 2007 года была на 20 % выше, чем в апреле 2006. В Европе за семь недель со дня релиза было продано 1,6 миллионов игр; Diamond и Pearl попали в топы чартов в Испании, Германии и Великобритании. Вдобавок было зарегистрировано более 10 миллионов случаев обмена покемонами через Wi-Fi. В 2006 году журнал Famitsu присудил играм награду «Лучший Хит», а награду «Игра года» Diamond и Pearl разделили с Final Fantasy XII. В 2007 году они получили премии «За лучшую онлайн-игру» и «Лучшая ролевая игра» по версии IGN. В 2008 году Pokémon Diamond и Pearl были выдвинуты на премию BAFTA в номинации «Выбор детей».

## Связанные игры

### Pokémon Platinum
Pokémon Platinum Version (яп. ポケットモンスタープラチナ покэтто монсута: пуратина) — это дополненная версия Pokémon Diamond и Pearl, разработанная студией Game Freak и изданная совместно Nintendo и The Pokémon Company на портативной игровой консоли Nintendo DS. Она вышла 13 сентября 2008 года в Японии, 22 марта 2009 года в Северной Америке, 22 мая 2009 года в Европе и 14 мая 2009 года в Австралии.
Platinum получила в основном хорошие отзывы у критиков, имея 84 % и 83,14 % на Metacritic и Game Rankings соответственно. Такие издания, как IGN, Nintendo Power и GamePro похвалили изменения и нововведения по сравнению с Diamond и Pearl, хотя критика была направлена на то, что игра слишком похожа на своих предшественниц. IGN поставил Platinum на девятое место в списке самых лучших игр, когда-либо сделанных для Nintendo DS, он же включил её в список лучших ролевых игр 2009 года. В своё время это была самая продаваемая игра в Японии; к 7 мая 2010 года было продано 7,06 миллионов копий.

### Pokémon HeartGold и SoulSilver
Pokémon HeartGold Version и SoulSilver Version (яп. ポケットモンスター ハートゴールド・ソウルシルバー покэтто монсута: ха:тогорудо со:русируба:, дословно - «Покемон: Золотое Сердце и Серебряная Душа») — японские ролевые игры, разработанные студией Game Freak и изданные совместно Nintendo и The Pokémon Company. Они вышли 12 сентября 2009 года в Японии, 14 марта 2010 года в Америке, 26 марта 2010 года в Европе и 25 марта 2010 года в Австралии. Игры являются ремейками старых Pokémon Gold и Silver, вышедших в 1999 году. У HeartGold и SoulSilver есть функция соединения с Diamond и Pearl — между этими играми можно меняться покемонами и сражаться.

### Pokémon Battle Revolution
Pokémon Battle Revolution (яп. ポケモンバトルレボリューション покэмон батору рэборю:сён) — это первая игра серии Pokémon для консоли Wii. В неё можно загружать покемонов с Nintendo DS и устраивать бои как на портативных консолях; кроме того, в Battle Revolution можно играть, используя Nintendo DS как контроллер.

### My Pokémon Ranch
My Pokémon Ranch (яп. みんなのポケモン牧場 минна но покэмон бокудзё:) — игра для Wii, разработанная компанией Ambrella и распространяющаяся только через сервис загрузок WiiWare. Впервые выпущенная 25 марта 2008 года в Японии, 9 июня 2008 года она стала доступна для загрузки в Северной Америке, а 4 июля 2008 года и в Европе по цене в 1000 Wii Points. Как и Pokémon Box для консоли Nintendo GameCube, Ranch даёт игрокам возможность хранить и сортировать покемонов из Diamond и Pearl. Покемоны в игре могут взаимодействовать с Mii — аватарами игроков.

## Комментарии
1. ↑  В игровой механике, которая зависит от времени суток, день обычно включает в себя одновременно утро и день, а ночь — саму ночь и вечер.
2. ↑  Эта функция доступна только через беспроводное соединение между DS, но не через Nintendo Wi-Fi Connection.
3. ↑  Эта функция недоступна на Nintendo DSi, так как в DSi отсутствует слот для картриджей Game Boy Advance.
4. ↑  Озеро Ярости в регионе Джото, отсылка к Pokémon Gold, Silver и Crystal.